# リサ・ラーソン

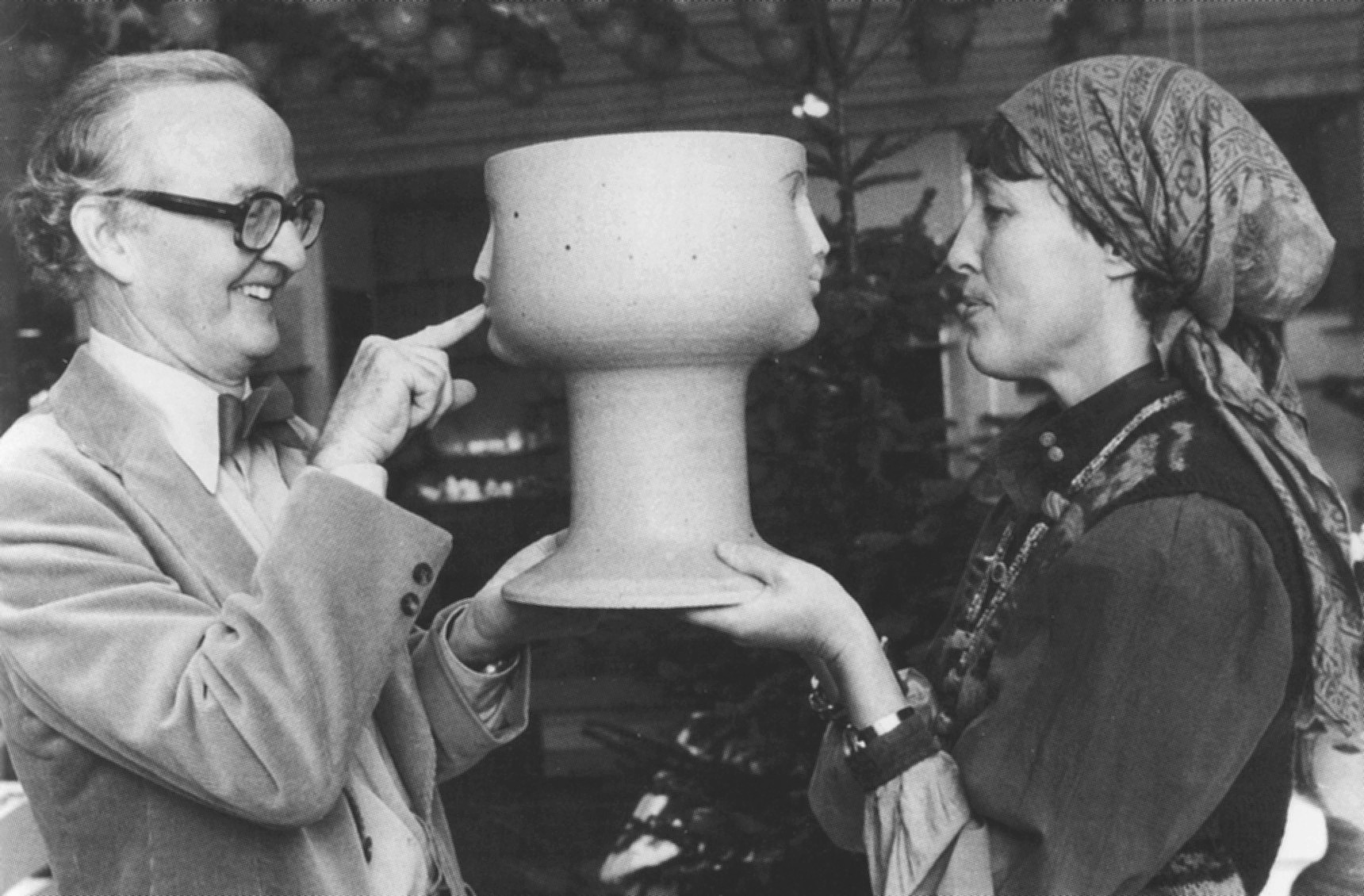
スティグ・リンドベリとリサ・ラーソン（1967年）

インガ・リサ・ラーソン（スウェーデン語: Inga Lisa Larson、 1931年9月9日 - 2024年3月11日）はスウェーデンの世界的な陶芸家、デザイナー。有名な彫刻に Small Zoo (1955), ABC-girls (1958), Africa (1964)  Children of the World (1974–75)などがある。

## 略歴
リサ・ラーソンは1931年、スウェーデンの南部に生まれた。1949-54年、ヨーテボリ大学芸術学部デザイン工芸校（HDK）に学んだ後、スウェーデンの陶磁器メーカーグスタフスベリのアートディレクターであったスティグ・リンドベリに採用されてグスタフスベリ･ファブリカに入社した。1952年、グンナル・ラーソンと結婚。1980年、ラーソンはグスタフスベリを離れ、フリーランスとなり、数多くのスウェーデンの企業と仕事をした。その中にはDuka、Kooperativa Förbundet、Åhléns百貨店などがある。グスタフスベリ社は1987年に買収されて工場も閉鎖された。1992年、ラーソンはかつての同僚数人とともに Keramikstudion i Gustavsberg（ケラミークステューディオン・グスタフスベリ、グスタフスベリ陶器スタジオ）を設立した。このスタジオで、新たなデザインと小品が今も作成されている。
2024年3月11日にストックホルム近郊で病気のため死去。 92歳没。

## 作品

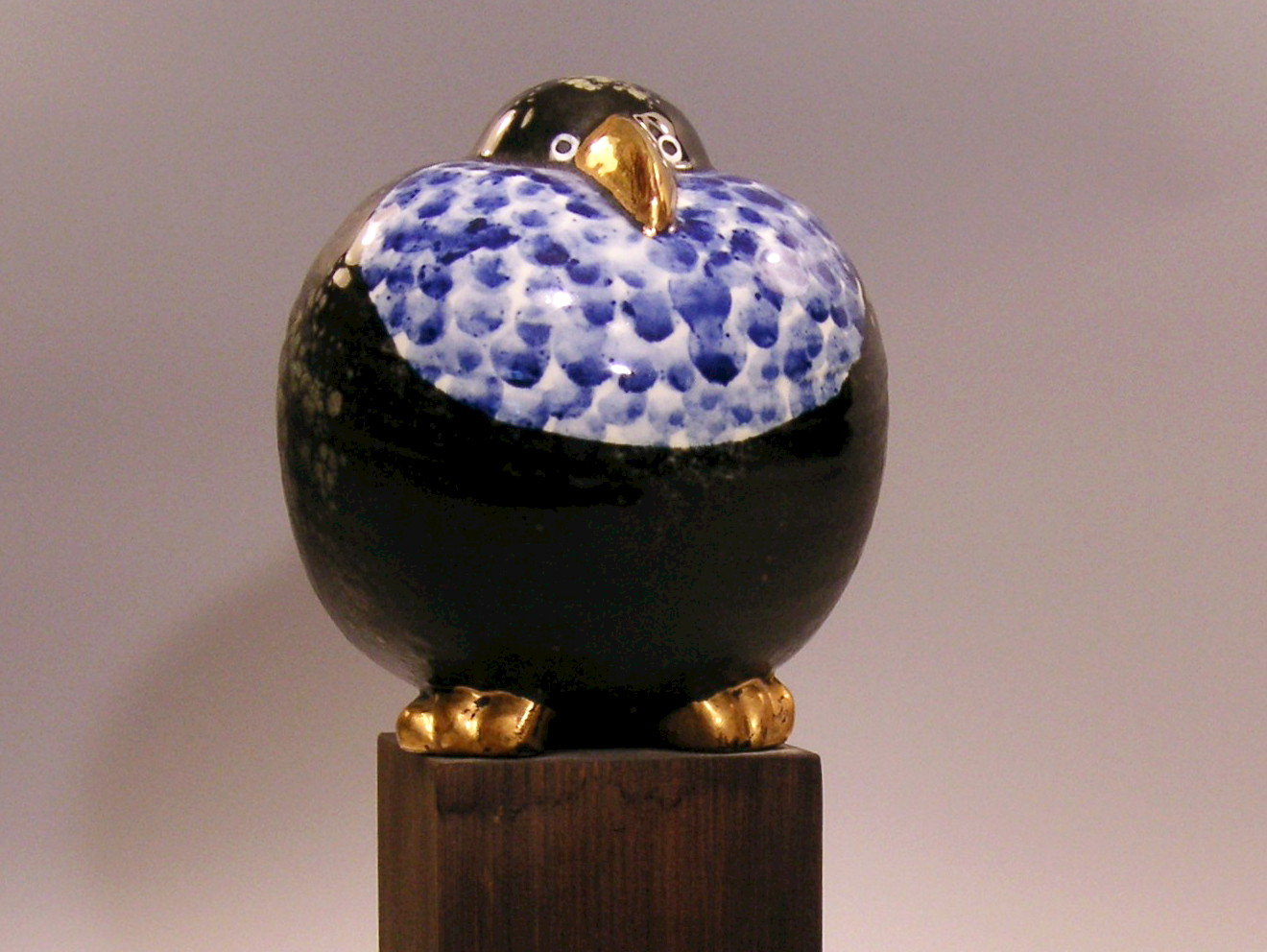
Fågel fenix
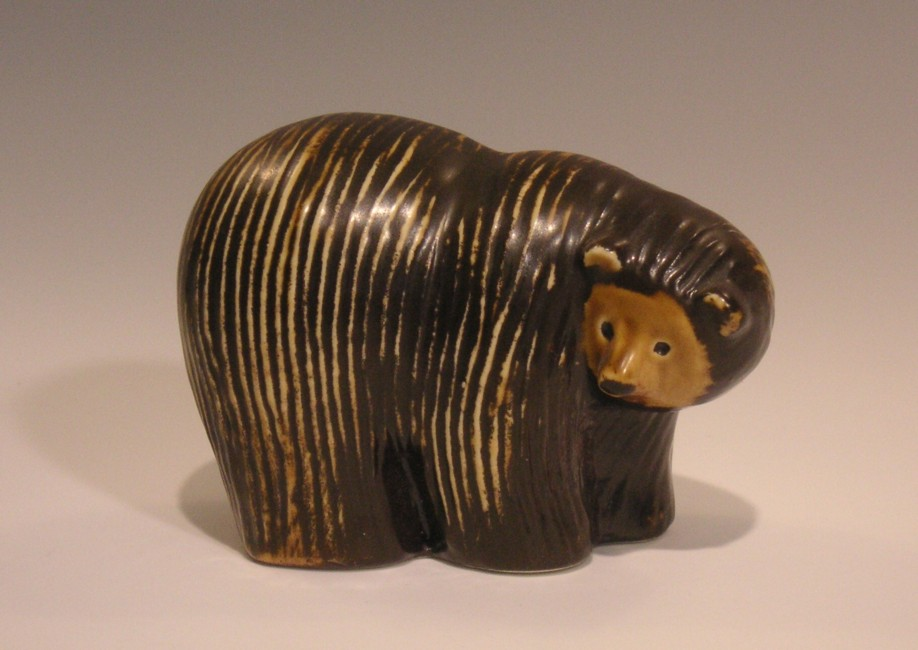
Lilla zoo, björnen
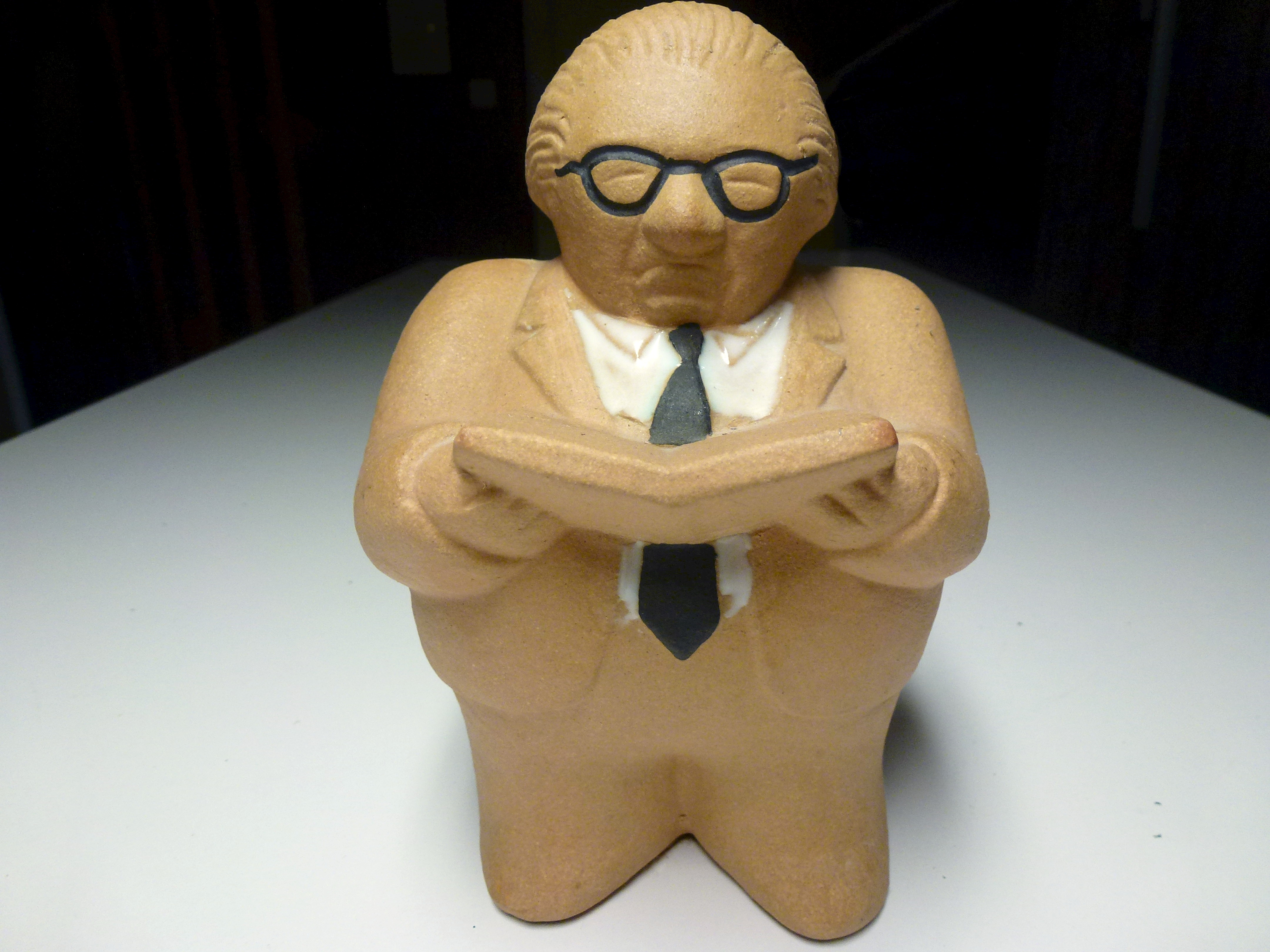
Gunnar Sträng
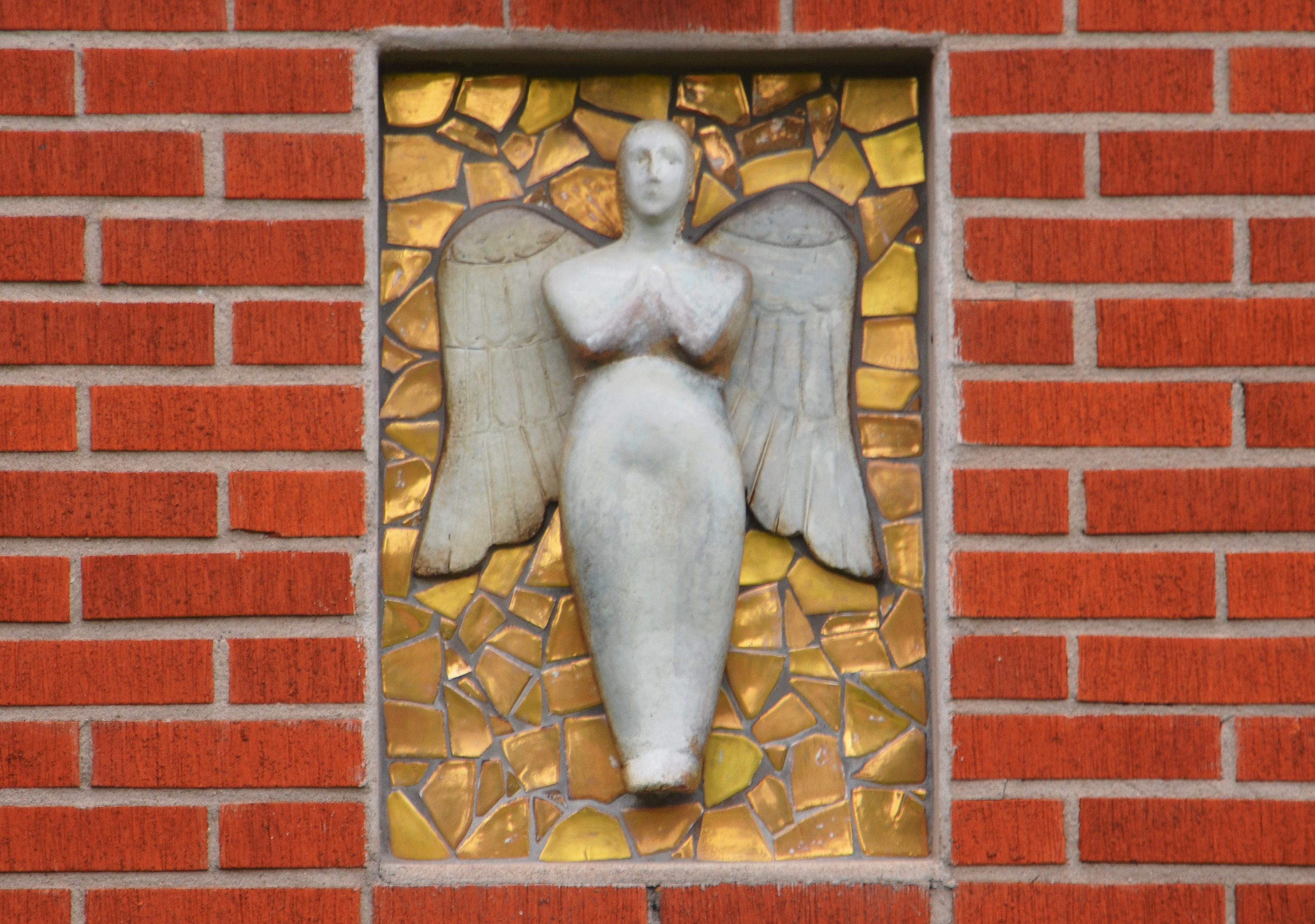
Bysantinsk ängel
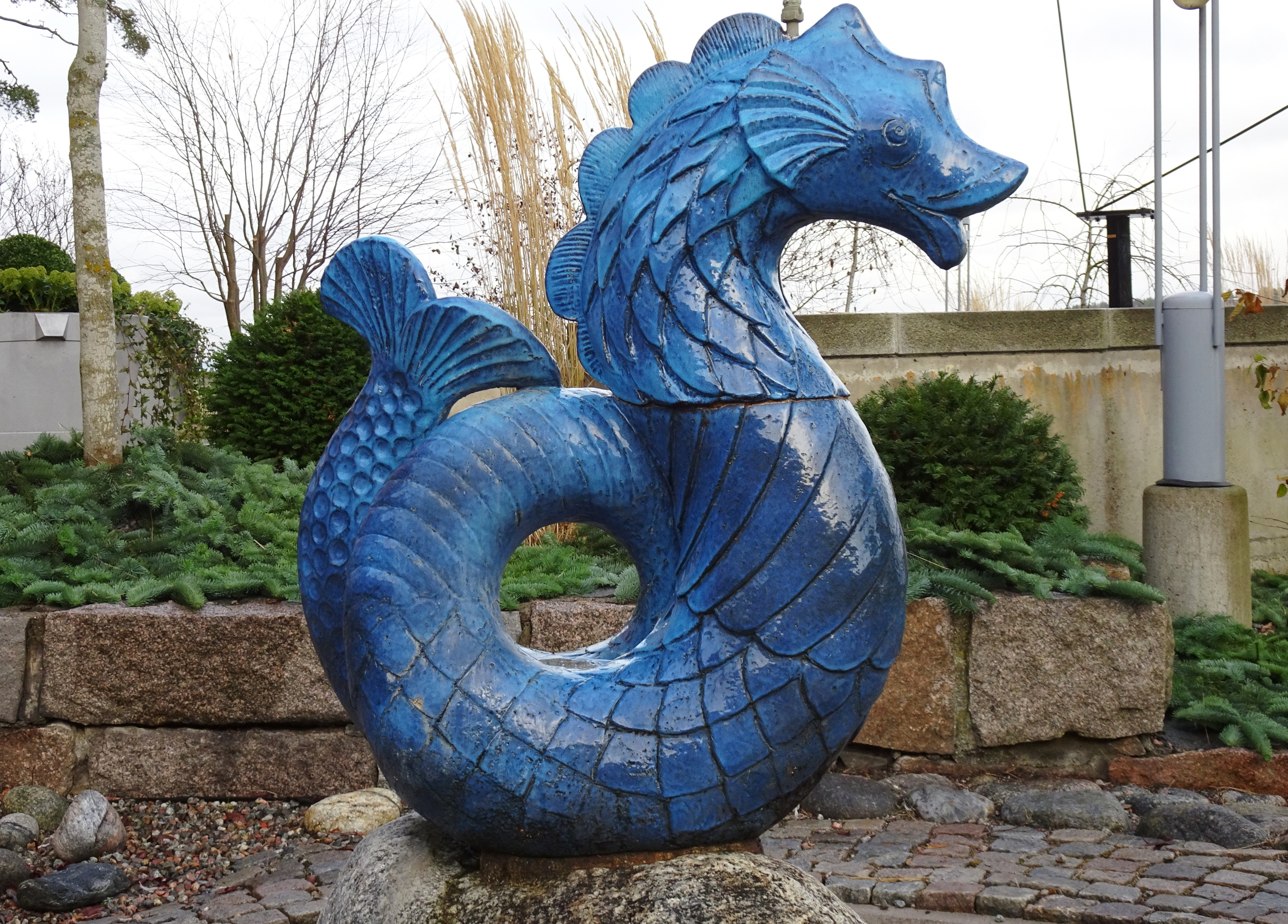
Saltsjöbadsodjuret

## 関連書籍
- 『Lisa Larson　リサ・ラーソン』実業の日本社　2014年